# Bertrand Clauzel
Pour les articles homonymes, voir Clauzel.
Pour les autres membres de la famille, voir Jean-Baptiste Clauzel.
Bertrand Clauzel, né le 12 septembre 1772 à Mirepoix (Ariège) et mort le 21 avril 1842 à Cintegabelle (Haute-Garonne), est un général français de la Révolution et de l’Empire, anobli par Napoléon Ier et fait maréchal de France par Louis-Philippe.
Il s'illustre lors des guerres napoléoniennes puis lors de la conquête de l'Algérie.

## Biographie

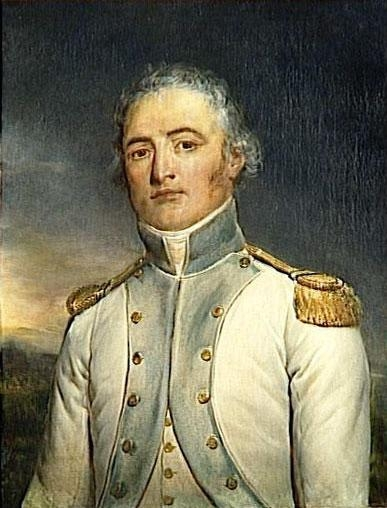
Général Bertrand Clauzel (1772-1842), comte d'Empire, alors capitaine Clauzel du 43e de ligne en 1792 (Georges Rouget).

### Origines familiales et jeunesse
Issu d'une famille de la chaudronniers du Cantal (Saint-Cernin et Saint-Chamant), il est le neveu de Jean-Baptiste Clauzel, député à la Convention.

### La Révolution

#### Premières campagnes
Bertrand Clauzel choisit la carrière des armes, et le 14 octobre 1791, il est sous-lieutenant au régiment de Royal-Vaisseaux, devenu le 43e de ligne. La déchéance de Louis XVI, prononcée par l'Assemblée législative, le pousse toutefois à démissionner le 15 septembre 1792. Il reprend du service le 14 avril 1793, dans un bataillon de volontaires de la légion des Pyrénées, avec le grade de capitaine dans les chasseurs à cheval. Nommé adjudant-général chef de bataillon à l'état-major de l'armée des Pyrénées orientales le 5 avril 1794, il passe adjudant-général chef de brigade le 13 juin 1795. Chargé de porter à Paris 24 drapeaux enlevés aux Espagnols et aux Portugais, il les présente à la Convention nationale le 16 mars 1795.
Après le traité de Bâle conclu avec l'Espagne le 22 juillet 1795, il accompagne le général Pérignon, envoyé en ambassade à Madrid en décembre 1795. Il rentre en France lors du remplacement de cet ambassadeur par l'amiral Truguet, en septembre 1797. Il sert ensuite à l'armée d'Angleterre en qualité de chef d'état-major du général Grouchy en mars 1798, qu'il suit quelques mois plus tard à l'armée d'Italie.

#### Campagnes d'Italie
À cette époque, le général Joubert a en face de lui les Russes et les Autrichiens marchant sur l'Adige, et sur ses arrières les troupes du roi de Sardaigne, quoique ce prince ait pris l'engagement de fournir à l'armée française un contingent de 10 000 hommes. Joubert ordonne au général Grouchy, le 7 frimaire (27 novembre), de prendre le commandement de la citadelle de Turin, et dans la lettre qu'il lui fait écrire le 11 par Suchet, son chef d'état-major, il ajoute : « Ne sera-t-il pas possible au premier mouvement de nos troupes de gagner le confesseur du roi, et de l'engager à déterminer son pénitent à abdiquer ? Ce seul acte de Sa Majesté opérerait la révolution… Il faudrait que l'acte d'abdication portât ordre aux Piémontais et à l'armée de se tenir tranquilles et d'obéir au gouvernement provisoire : sans cela il ne ferait qu'inviter le peuple à la révolte. » Le général Grouchy obéit et entame l'affaire, puis il charge Clauzel, son chef d'état-major, de suivre sous son influence la négociation commencée. Clauzel poursuit donc ostensiblement auprès de Charles-Emmanuel la remise de toutes les places fortes et le commandement de toutes les troupes piémontaises, et moins ouvertement l'abdication du roi. Le 17 frimaire (7 décembre), la famille royale au complet part pour Parme, puis Florence. Le général Grouchy écrit alors à Joubert :

« Les détails des moyens que j'ai employés et des difficultés de tout genre que j'ai eu à vaincre vous seront transmises par mon adjudant-général (Clauzel) qui, dans cette occurrence, m'a secondé avec zèle, énergie et dévouement. »

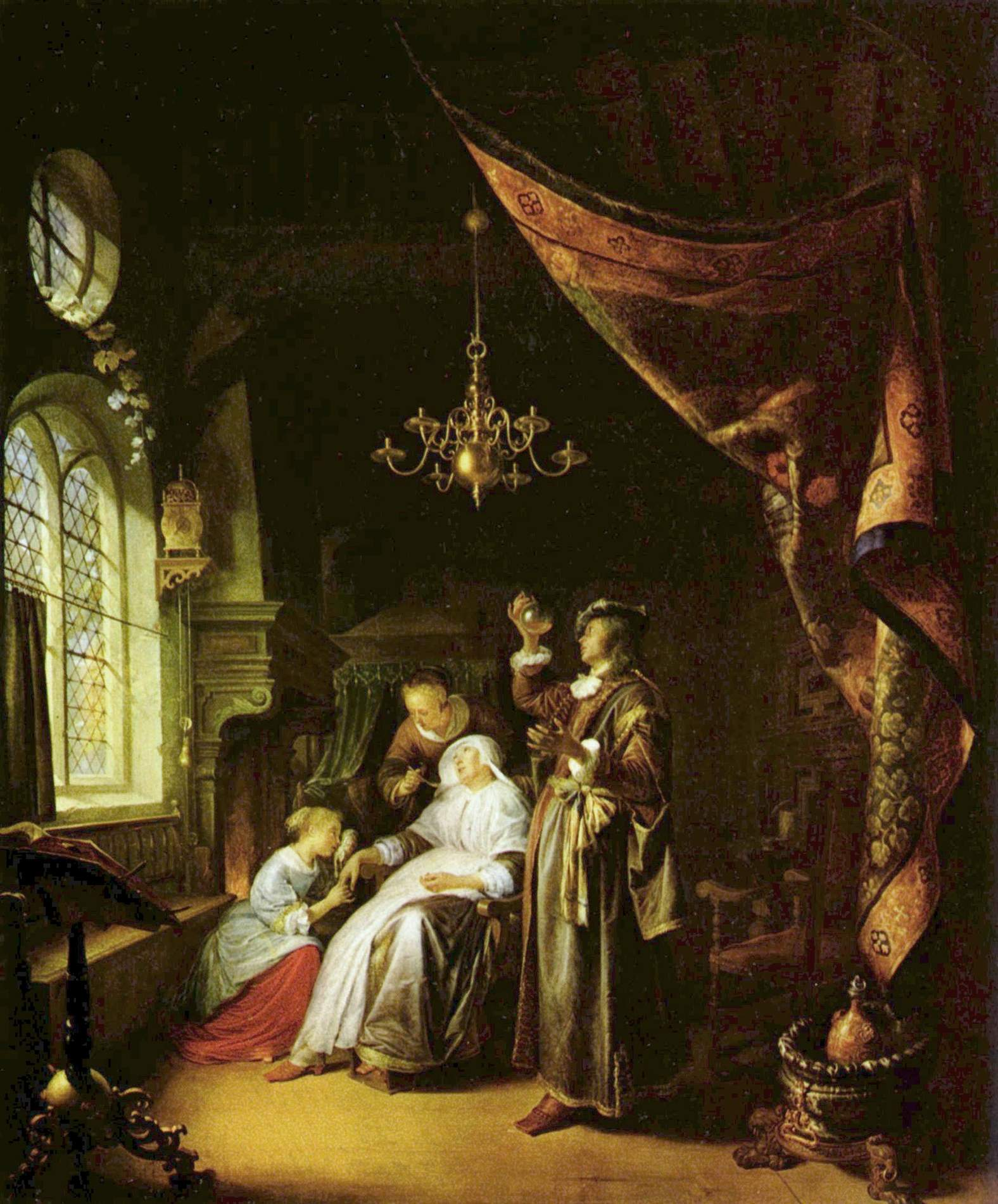
La Femme hydropique, peinture de Gérard Dou, 1663.

Et le même général termine ainsi sa lettre du 9 nivôse (29 décembre), adressée au Directoire : « Permettez, citoyens-directeurs, que je vous désigne l'adjudant-général Clauzel comme m'ayant parfaitement secondé dans toutes mes opérations. ». Le roi de Sardaigne lui fait parvenir un des meilleurs tableaux de sa galerie, La Femme hydropique, de Gérard Dou, dont Catherine II et Paul Ier ont successivement offert un million. Clauzel fait hommage de ce tableau au Directoire (lettre du 12 décembre 1798), qui s'empresse d'en enrichir le musée du Louvre. Nommé général de brigade le 5 février 1799, il a plusieurs fois l'honneur d'être mentionné dans les rapports des généraux en chef, notamment à la bataille de Novi où il se distingue en dégageant l'aile gauche de l'armée fortement menacée. Après le coup d'État du 18 Brumaire, le gouvernement consulaire le met en disponibilité le 1er juillet 1801, et il quitte l'Italie.

### Le Consulat et l'Empire

#### L'expédition de Saint-Domingue
Attaché le 11 brumaire an X (2 novembre 1801) à l'expédition de Saint-Domingue, chargée de rétablir l'autorité de la métropole après la révolte des esclaves, le « capitaine-général » Leclerc nomme Clauzel le 2 vendémiaire an XI (24 septembre 1802) général de division, promotion confirmée le 18 décembre 1802 par Rochambeau, commandant en chef depuis la mort de Leclerc le 2 novembre 1802. Clauzel s'empare sur ses ordres du Port-de-Paix et du fort Dauphin ; chargé du commandement de la ville du Cap-Français, il la met dans le meilleur état de défense possible. Il participe aussi pleinement à l'organisation de la politique de torture, exactions et exécutions sommaires.
En fructidor an XII (août-septembre 1804), se trouvant en désaccord avec le général en chef Rochambeau, il est renvoyé en France en même temps que le général Thouvenot. Le 23 germinal an XII (13 avril 1804), il est inscrit sur le tableau de l'état-major général de l'armée de terre et mis en disponibilité le même jour ; il reçoit la croix de commandant de la Légion d'honneur le 25 prairial an XII, mais reste sans emploi pendant près de deux ans.[Ce passage est incohérent]

#### L'armée de Dalmatie
L'Empereur se décide enfin à lui donner de l'activité à l'armée du Nord le 18 novembre 1805, à l'armée de Hollande le 26 mars 1806. Mis à nouveau en disponibilité en 1806, il passe à l'armée d'Italie sous les ordres d'Eugène de Beauharnais, qui le charge du commandement de tous les dépôts de l'armée de Naples. Il rejoint le 8 janvier 1808, l'armée de Dalmatie, et reçoit le titre de baron de l'Empire le 19 mars suivant - les lettres patentes lui parviennent le 11 juin 1810. C'est à cette époque qu'il est appelé aux fonctions de gouverneur de Raguse. En juillet 1809, l'armée de Dalmatie forme le 11e corps de la Grande Armée. Après la paix qui suit la bataille de Wagram, Clauzel commande ce corps avec lequel il est chargé de prendre possession des provinces illyriennes.

#### L'armée de Portugal et la campagne d'Espagne
Nommé grand officier de la Légion d'honneur le 17 juillet 1809, il est envoyé en Espagne auprès du général Junot et du maréchal Masséna. Il devient, le 29 décembre suivant, chef de la 1re division du 8e corps de l’armée d'Espagne, qui fait partie de celle de Portugal. Pendant le siège d'Astorga, il bat et repousse jusque sur la Galice le corps espagnol en position à Villafranca. Après s’être battu vaillamment à Sobral, où il résiste à un ennemi très supérieur en nombre, il assiège Ciudad Rodrigo. Quand l’armée de Portugal entre en Espagne au mois de mai 1811, après une mémorable retraite menée par Clauzel souvent comparée[réf. nécessaire] à celle de Russie, elle passe sous les ordres du maréchal Marmont, et Clauzel prend le commandement de celle du[Ce passage est incohérent] Nord. Mais le 22 juillet 1812, pendant la bataille des Arapiles, Marmont et son commandant en second, le général Bonet, sont blessés par un shrapnel dans les premières minutes de l'engagement. Clauzel reprend le commandement :

« La bataille était perdue sans ressources, et l'armée française anéantie, lorsque le général Clauzel parut sur le point le plus critique, rétablit l’ordre, et se maintint sur le champ de bataille jusqu'à la nuit… La belle manœuvre du général Clauzel répara, autant qu’il était encore possible, le mal déjà fait, et valut à cet habile tacticien le surnom mérité de héros malheureux des Arapiles. »

Ce jour-là, il sauve l’armée et change une déroute imminente en une savante retraite. Cependant, blessé d'un coup de feu au pied droit, il remet le 18 août le commandement au général Souham et demande un congé. Nommé commandant en chef de l’armée du Nord en Espagne[Ce passage est incohérent] et grand-croix de l'ordre de la Réunion en janvier et avril 1813, il participe à la bataille de Vitoria, qui commence le 21 juin, et après la déroute fait retraite en France par Jaca et Oloron sans avoir eu aucun combat à livrer. Le 6 juillet, il reçoit le commandement de l’aile gauche de l’armée d'Espagne (comprenant l’armée du Nord) et, de cette date jusqu’au 10 avril 1814, jour où Marmont livre la bataille de Toulouse, Clauzel a à faire face à une longue suite de combats qui s’achèvera avec la bataille d'Orthez le 27 février 1814. Lorsque Wellington communique à l'armée française l'abdication de l'Empereur, Clauzel opine le premier, dans une réunion de généraux, pour que l'on n’ait aucun égard à cette notification tant qu’elle ne serait pas faite par l’Empereur lui-même ou par l’intermédiaire de son major-général. Il est un des derniers à mettre bas les armes en 1814.

### La Restauration

#### La Première Restauration et les Cent-Jours
Fait chevalier de Saint-Louis le 1er juin 1814, il est désigné le 30 décembre pour remplir les fonctions d'inspecteur-général d'infanterie, et obtient le 14 février 1815, la grand-croix de la Légion d'honneur, qu'il a demandée le 10 août précédent. Son titre de comte, conféré par Napoléon en 1813 sans que les lettres patentes en aient jamais été publiées, lui est également confirmé.
Faisant partie des premiers à s'être déclarés en faveur de Napoléon à son retour de l'île d'Elbe, il prend le commandement de Bordeaux et y étouffe le mouvement insurrectionnel insufflé par la duchesse d'Angoulême, avant de forcer cette dernière à quitter la ville. Nommé tout d'abord gouverneur provisoire de la 11e division militaire, puis commandant en chef du corps d'observation des Pyrénées-Orientales, il devient le 28 mai gouverneur permanent des 11e et 20e divisions militaires, et est élevé à la dignité de pair de France le 2 juin. Il oppose, à la tête de l'armée du Midi, une énergique résistance aux ennemis qui envahissent les départements du Midi. Après la bataille de Waterloo, il s'oppose à ce que le drapeau blanc soit arboré à Bordeaux, ordonne au 66e de ligne, placé en ordre de bataille sur la place, de faire feu contre les attroupements royalistes, et crée une commission militaire. Le 22 juillet, ayant perdu tout espoir de voir Napoléon se réunir aux troupes sous son commandement, ainsi qu'on le lui a fait espérer, il ordonne à la garnison d'évacuer la ville et laisse arborer le drapeau de la Restauration.

#### L'exil
Compris dans l'article 1er de l'ordonnance du 24 juillet 1815, qui ordonne l'arrestation et la traduction devant un conseil de guerre « des généraux et officiers qui ont trahi le Roi avant le 23 mars », le général Clauzel, qui se rend à l'armée de la Loire, doit se soustraire aux poursuites dirigées contre lui et parvient à s'embarquer pour les États-Unis dans le courant du mois de novembre, avec le concours du roi Christophe et du président Pétion qui déclarent offrir une récompense au capitaine qui sauverait Clauzel. Le 11 septembre 1816, le 2e conseil de guerre de la 1re division militaire le condamne à la peine de mort par contumace. Il est à noter que[réf. nécessaire] cette ordonnance est contraire à la convention militaire signée trois semaines plus tôt, le 3 juillet 1815 à Saint-Cloud, par les plénipotentiaires de Louis XVIII, et dont l'article XII stipule clairement : « continueront à jouir de leurs droits et libertés, sans pouvoir être inquiétés ni recherchés en rien, relativement aux fonctions qu'ils occupent ou auraient occupées, à leur conduite et à leurs opinions politiques. ».
Il devient l'un des actionnaires de la Société coloniale de la vigne et de l'olivier, lancée en 1817 sur le vaste territoire de l'ex-Louisiane française par des centaines de planteurs français de Saint-Domingue et d'anciens généraux de l'Empire, tels Charles Lefebvre-Desnouettes et François Antoine Lallemand. De retour en Europe en 1820, dans sa terre de Secourrieu près de Toulouse, il sollicite la révision du jugement rendu contre lui, lorsqu'une ordonnance du 20 juillet le déclare compris dans l'amnistie et le rétablit dans tous ses droits, titres, grades et honneurs.

#### L'élection à la Chambre des députés (1829)
Le 26 mars 1829, à l'instigation d'un ancien sous-officier de l'armée d'Espagne, à qui il a sauvé la vie à la bataille des Arapiles, et qui est devenu un électeur influent de l'arrondissement de Rethel, le général Clauzel est élu député par le collège électoral du département des Ardennes, contre le comte de Jaubert. Il siège sur les bancs de l'opposition, parmi les 221, et est réélu, le 12 juillet 1830, dans le 2e arrondissement des Ardennes (Rethel), contre le même comte de Jaubert.

### La monarchie de Juillet et la conquête de l'Algérie
Se trouvant sur ses terres au moment des Trois Glorieuses, à la fin juillet 1830, Clauzel vient rapidement offrir ses services au nouveau roi, qui, le 12 août, le nomme commandant en chef de l'armée d'Afrique. Cette nomination l'oblige à se représenter devant ses électeurs, qui lui renouvellent son mandat le 21 octobre 1830.

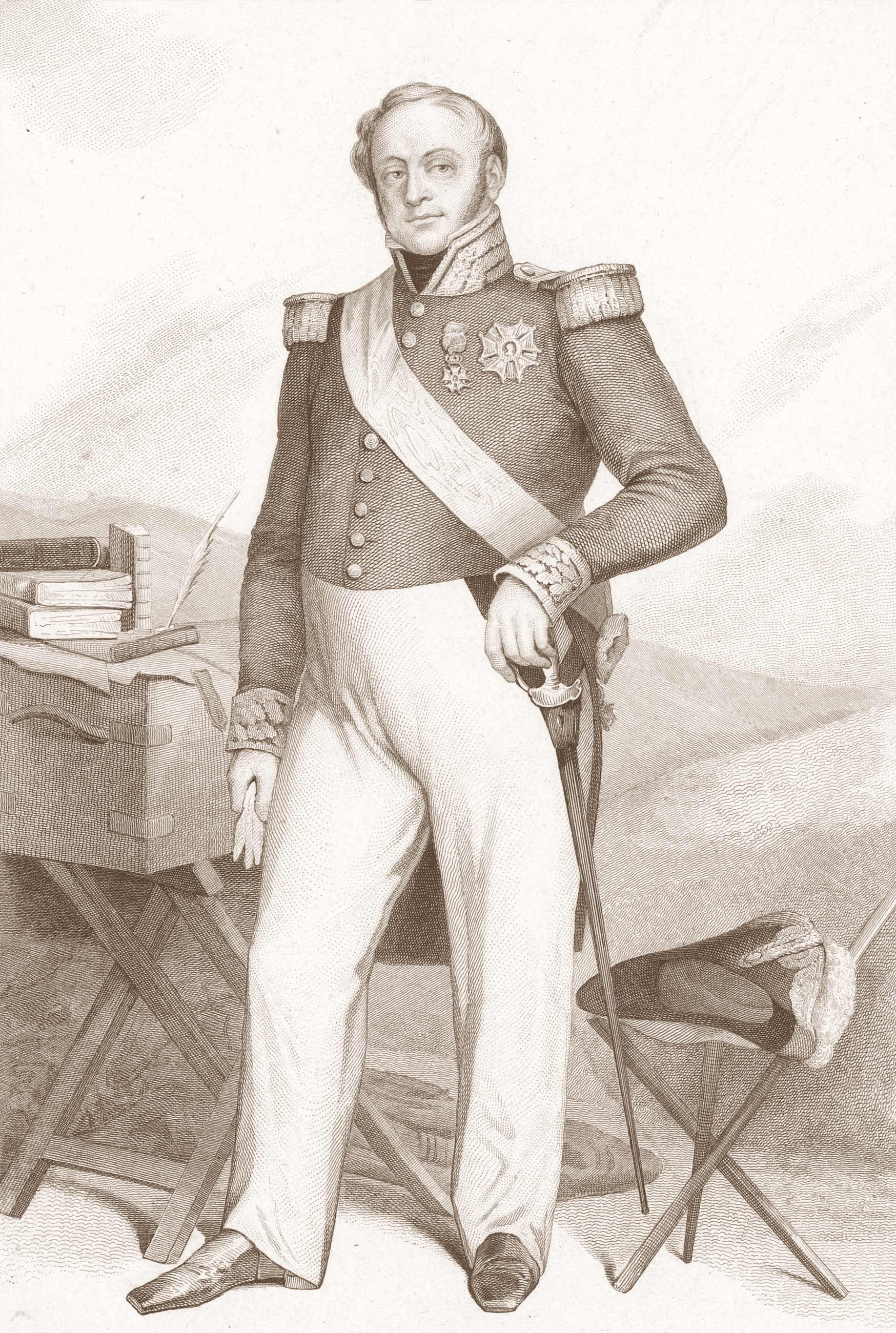
Le maréchal Clauzel, gravure de Ruhière d'après Champmartin.

#### Premier séjour en Algérie (fin 1830-début 1831)
Arrivé à Alger comme général en chef des troupes d'Algérie, il fait adopter les nouvelles couleurs tricolores par l'armée, fonde quelques institutions[réf. nécessaire] sur la côte d'Afrique et tente le premier de lancer un mouvement de colonisation.
Sur le plan militaire, il occupe Blida où, sous ses ordres, les troupes françaises perpétuent un massacre de huit cent habitants non armés, en représailles à la mort de vingt et un soldats français tués au combat. Il prend ensuite Médéa avec les troupes du colonel Schauenburg, expédition à la suite de laquelle le drapeau tricolore flotte au sommet de l'Atlas. Devant céder les provinces de Constantine et d'Oran à des princes tunisiens, il est écarté pour ce motif et remplacé en octobre par le général Berthezène.
Mis en disponibilité, il est désigné le 8 mars 1831 pour prendre le commandement des 8e et 9e divisions militaires, nomination qui reste lettre morte[réf. nécessaire]. Il est réélu à Rethel le 5 juillet 1831, contre M. Savoye, maire de la ville. Le 30 juillet 1831, le roi l'élève à la dignité de maréchal de France ; il doit alors se représenter, mais est confirmé dans son mandat de député par le collège électoral le 1er septembre. La haute faveur accordée par le roi n'empêche pas son bénéficiaire de faire preuve d'une opposition active aux ministères Casimir Périer et Soult. Il est de nouveau réélu à Rethel le 21 juin 1834 où les électeurs me maintiennent à la Chambre, mais il est également élu dans le 1er collège électoral de l'Ariège (Pamiers) contre M. de Saintenac. Il opte pour Rethel où il continue de soutenir les idées libérales et la cause de l'Algérie.

#### Second séjour en Algérie et l'échec comme gouverneur général
Renvoyé en Algérie en 1832, il prend Guelma en 1834 et y installe un camp permanent. Nommé gouverneur général le 8 juillet 1835, il se heurte à l'émir Abd el-Kader : il prend et brûle Mascara, capitale de l'émir. En novembre 1836, il lance la première expédition contre Constantine, encore aux mains d'Ahmed Bey, opération qui se solde par un échec faute de renforts et de ressources adéquates. Cet échec vient clore définitivement sa carrière militaire, puisqu'il est remplacé le 12 février 1837 par le général Damrémont. Clauzel reste par la suite sans commandement. Il continue de siéger à la Chambre des députés, réélu, le 4 novembre 1837, pour le collège de Rethel, et de nouveau le 2 mars 1839. Louis-Napoléon Bonaparte, cherchant à attacher Clauzel à sa cause, le contacte en 1839 par l'intermédiaire du baron Desportes, mais le maréchal refuse cependant d'entrer dans la conspiration bonapartiste qui aboutira l'année suivante au fiasco de Boulogne-sur-Mer.
Il meurt d'une attaque d'apoplexie au château du Secourieu, à Cintegabelle, le 21 avril 1842, dans le cours de sa dernière législature, au milieu des soucis d'une situation de fortune devenue mauvaise.

### Vie familiale
Fils aîné de Gabriel Clauzel (né le 8 juin 1735 - Lavelanet), marchand, maire de Mirepoix, procureur syndic du district de Mirepoix, membre du directoire du département de l'Ariège, et de Blanche Castel (née le 4 avril 1747), Bertrand Clauzel épouse le 4 janvier 1804 à New York, Marie Henriette Adam (3 janvier 1786 - Saint-Domingue † 18 avril 1841 - Cintegabelle), veuve de Jean-Pierre Larguier (1771 † 1802) et fille de Pierre-Michel Adam, fermier général des Postes de Saint-Domingue et entrepreneur des hôpitaux militaires de Port-au-Prince, et d'Anne Lenegre. Ensemble, ils ont :
- Henri (1804 † 1862), 2e comte Clauzel (1842), marié en 1834, avec Camille Costay 1814-1858, séparés, dont :
  - Henriette (1835 † 1889), mariée avec René (12 janvier 1835 † 19 janvier 1876), comte de Pierres, directeur des haras d'Algérie, commandant des Mobiles du Puy-de-Dôme (1870-1871) ;
- Jeanne Gabrielle Blanche (7 novembre 1805 - Mirepoix (Ariège) † 6 décembre 1887 - Paris), mariée, en 1820, avec Jean-Armand Deville (né en 1782), dont postérité, puis, en 1833, avec son cousin germain Pierre Bourlon (30 juin 1801 - Port-au-Prince † 26 octobre 1873 - Paris), administrateur de sociétés, conseiller général de la Vienne (1852), député de la Vienne (1852-1869), sans hoirs ;
- Gabriel (né en 1813, mort jeune) ;
- Gabriel Bruno Jean Henri, dit Bertrand (1815 † 1884), 3e comte Clauzel (1862), directeur de la compagnie des Chemins de fer d'Orléans, marié, le 29 juin 1842, à Notre-Dame de Lorette (mariage civil en la mairie du IIe arrondissement de Paris le 28 juin), avec Aglaé Alexandrine Joséphine Plantade (29 juin 1816 - Paris † 5 septembre 1888 - Le Vésinet), petite-fille de Charles Henri Plantade, dont :
  - René (1843 † 1915), 4e comte Clauzel (1884), conseiller maître à la cour des comptes, marié avec Jeanne Wateau (1858 † 1927), sans postérité ;
  - Gaston (1845 † 1927), 5e comte Clauzel (1915), ingénieur général du génie maritime, marié en 1873 avec Joséphine Clavaud (1851 † 1926), dont :
    - un fils, marié, dont postérité.

La descendance du maréchal Clauzel compte parmi les familles subsistantes de la noblesse d'Empire.

## Armoiries
| Figure | Blasonnement |
|        | Armes du baron Clauzel et de l'Empire Écartelé ; au premier d'azur à trois étoiles une et deux d'argent ; au deuxième des barons tirés de l'armée ; au troisième d'azur à deux chevrons d'or l'un sur l'autre ; accompagnés de trois mains appaumées d'argent, deux en chef et une en pointe ; au quatrième d'or à trois crabes de gueules., Livrées : bleu, blanc, jaune, rouge. |
|        | Armes du comte Clauzel et de l'Empire (1813, confirmé le 31 décembre 1814), Grand-croix de la Légion d'honneur (14 février 1815), Grand-croix de l'Ordre de la Réunion (3 avril 1813), Chevalier de Saint-Louis (1er juin 1814), pair de France (2 juin 1815 (Cent-Jours)), Écartelé : au 1, du quartier des comtes militaires ; au 2, d'azur, à trois étoiles mal-ordonnées d'argent ; au 3, d'azur, à deux chevrons d'or, accompagnés de trois mains dextres appaumées d'argent ; au 4, d'or, à trois crabes de gueules, les tenailles en haut. |
|        | Armes du comte Clauzel (Restauration) Écartelé : au 1, d'azur, à trois étoiles mal-ordonnées d'argent; aux 2 et 3, d'azur, à deux chevrons d'or, acc. de trois mains dextres appaumées d'argent; au 4, d'or, à trois crabes de gueules, les tenailles en haut. |

## Titres
- Baron Clauzel et de l'Empire (décret du 15 août 1809, lettres patentes du 11 juin 1810 (Saint-Cloud)) ;
- Comte Clauzel et de l'Empire (décret de 1813, confirmé le 31 décembre 1814, sans lettres patentes) ;

## Décorations
- Légion d'honneur :
  - Légionnaire (25 mars 1804), puis,
  - Commandant (14 juin 1804), puis,
  - Grand officier (17 juillet 1809), puis,
  - Grand-croix de la Légion d'honneur (14 février 1815) ;
- Grand-croix de l'Ordre de la Réunion (3 avril 1813) ;
- Chevalier de Saint-Louis (1er juin 1814).

## Mandats politiques
- Pair de France (2 juin 1815 (Cent-Jours))
- Député des Ardennes

## Hommages
« Les généraux qui semblaient devoir s’élever, les destinées de l’avenir, étaient Gérard, Clauzel, Foy, et Lamarque. C’étaient mes nouveaux maréchaux. »

 (Napoléon Bonaparte)
- Le nom de CLAUZEL est gravé au côté Ouest (34e colonne) de l’arc de triomphe de l’Étoile, à Paris.
- Une rue du 9e arrondissement de Paris et une rue de Toulouse portent son nom.

### Archives
Les papiers personnels de Bertrand Clauzel sont conservés aux Archives nationales sous la cote 226AP